# Об'єкт 688
Об'єкт 688 — радянська дослідна бойова машина піхоти на базі легкого плавучого танка «Об'єкт 685». Розроблена у конструкторському бюро Курганського машинобудівного заводу. Серійно не випускалася.

## Історія створення
Машина створювалася в КБ Курганмашзаводу на базі легкого плавучого танка «Об'єкт 685», в 1981 році були створені 2 дослідні зразки. Однак до цього часу в тульському КБП був створений новий бойовий модуль 2К23, до складу якого входила 100 мм гармата—пускова установка 2А70 і 30 мм дрібнокаліберна автоматична гармата 2А72. На порівняльних випробуваннях було виявлено значну перевагу нового бойового модуля над базовим озброєнням «Об'єкту 688», тому машина на озброєння прийнята не була. Замість неї на озброєння був прийнятий варіант з бойовим модулем 2К23, який отримав згодом позначення БМП-3.

## Опис конструкції

### Броньовий корпус і башта
Корпус машин зварений з бронеплит з алюмінієвої броні марки АБТ—102. Якщо порівнювати з попередниокм БМП-1 протикульова стійкість бронекорпусу була збільшена у 1,7 рази. Лобова броня мала здатність витримати влучання 30 мм бронебійного снаряду гармати 2А42 з дистанції 200 метрів. У передній частині машини розташовано паливний бак, який надає машині додатковий захист.
У кормовій частині машини розташовувалася силова установка. У середній частині здійснювався вихід десанту. Завдяки малій висоті двигуна, на силовою установкою був спеціальний прохід з відкидною кришкою, які використовувалися як додатковий захист при виході десанту.
У передній частині корпусу розташовувалося місце механіка-водія, з боків від нього були місця для кулеметників з курсовими кулеметами.

### Озброєння
Як основне озброєння використовується 30 мм дрібнокаліберна автоматична гармата 2А42. Боєкомплект становить 300 патронів.
Також є автоматичний станковий гранатомет АГС—17 «Полум'я» з боєкомплектом в 500 пострілів.
Додатково, встановлені 3 7,62 мм кулемети ККТ із загальним боєкомплектом в 6000 патронів.
Крім того на баштовій установці були розміщені дві пускові установки з ПТКР 9М113 «Конкурс». Боєкомплект становив 8 ракет.

### Двигун і трансмісія
Як силовий агрегат використовувався дизельний двигун УТД-29, потужністю 500 к.с. Кут розвалу циліндрів становив 60 °.

## Машини на базі
- БМП-3 - бойова броньована гусенична машина, призначена для транспортування особового складу до переднього краю, підвищення його мобільності, озброєності та захищеності на полі бою в умовах застосування ядерної зброї і спільних дій з танками в бою.

## Екземпляри які збереглися
На даний момент (2011 рік) зберігся екземпляр знаходиться в Танковому музеї в місті Кубинка.